# ثوم فوريستي
ثوم فوريستي (الاسم العلمي: Allium forrestii) هو نوع من النباتات يتبع جنس الثوم من فصيلة النرجسية.